# Eugène Ledrain
Eugène Ledrain,  född 22 juni 1844 i Sainte-Suzanne i departementet Mayenne, död i februari 1910 i Paris, var en fransk orientalist.
Ledrain inträdde i det andliga ståndet och blev präst vid L'Oratoire, men bedrev samtidigt egyptologiska och semitiska studier, och lämnade till slut sin prästtjänst. Han blev därefter konservator vid Louvrens asiatiska samling.
Ledrain utgav Catalogue des monuments araméens et himyarites du Musée du Louvre, Dictionnaire des noms propres palmyréniens (1886), Les Monuments égyptiens de la Bibliothèque Nationale (två band, 1880–81), Histoire d'Israel (två band, 1879–82), en fransk bibelöversättning (sex band, 1886–90) samt tidskriftsartiklar.